# Lista de cruzeiros de Braga

## Arentim e Cunha
| Cruzeiro          | Ano | Localização | coordenadas geográficas     | imagem |
| ----------------- | --- | ----------- | --------------------------- | ------ |
| Cruzeiro de Cunha |     | Cunha       | 41° 29′ 29″ N, 8° 30′ 44″ O |        |

## Braga (Maximinos, Sé e Cividade)
| Cruzeiro                     | Ano | Localização | coordenadas geográficas     | imagem |
| ---------------------------- | --- | ----------- | --------------------------- | ------ |
| Cruzeiro de São Gregório     |     | Maximinos   | 41° 32′ 33″ N, 8° 26′ 44″ O |        |
| Cruzeiro do Campo das Hortas |     | Sé          | 41° 32′ 56″ N, 8° 25′ 45″ O |        |

## Braga (São José de São Lázaro e São João do Souto)
| Cruzeiro                         | Ano | Localização               | coordenadas geográficas     | imagem |
| -------------------------------- | --- | ------------------------- | --------------------------- | ------ |
| Cruzeiro da Igreja de São Lázaro |     | São José de São Lázaro    | 41° 32′ 49″ N, 8° 25′ 18″ O |        |
| Cruzeiro da Ponte de Guimarães   |     |                           | 41° 32′ 31″ N, 8° 25′ 09″ O |        |
| Cruzeiro de Santa Ana            |     | Largo da Senhora-a-Branca | 41° 33′ 05″ N, 8° 25′ 04″ O |        |

## Braga (São Vicente)
| Cruzeiro                      | Ano | Localização | coordenadas geográficas     | imagem |
| ----------------------------- | --- | ----------- | --------------------------- | ------ |
| Cruzeiro do Senhor das Ânsias |     |             | 41° 33′ 28″ N, 8° 25′ 04″ O |        |

## Cabreiros e Passos (São Julião)
| Cruzeiro              | Ano | Localização | coordenadas geográficas     | imagem |
| --------------------- | --- | ----------- | --------------------------- | ------ |
| Cruzeiro de Cabreiros |     | Cabreiros   | 41° 32′ 19″ N, 8° 29′ 18″ O |        |

## Espinho
| Cruzeiro                            | Ano  | Localização                                        | coordenadas geográficas     | imagem |
| ----------------------------------- | ---- | -------------------------------------------------- | --------------------------- | ------ |
| Cruzeiro da capela de Santo António | 1618 |                                                    | 41° 32′ 28″ N, 8° 20′ 51″ O |        |
| Cruzeiro de Espinho                 | 1937 |                                                    | 41° 32′ 52″ N, 8° 21′ 44″ O |        |
| Cruzeiro do Sameiro                 | 1953 | Santuário de Nossa Senhora da Conceição do Sameiro |                             |        |

## Este (São Pedro e São Mamede)
| Cruzeiro                       | Ano  | Localização        | coordenadas geográficas     | imagem |
| ------------------------------ | ---- | ------------------ | --------------------------- | ------ |
| Cruzeiro São Pedro de Este     | 1852 | São Pedro de Este  | 41° 33′ 43″ N, 8° 22′ 13″ O |        |
| Cruzeiro de São Mamede de Este |      | São Mamede de Este | 41° 34′ 39″ N, 8° 21′ 17″ O |        |

## Ferreiros e Gondizalves
| Cruzeiro                               | Ano | Localização | coordenadas geográficas     | imagem |
| -------------------------------------- | --- | ----------- | --------------------------- | ------ |
| Cruzeiro de Nossa Senhora da Esperança |     | Gondizalves | 41° 32′ 32″ N, 8° 27′ 32″ O |        |
| Cruzeiro de Nosso Senhor dos Aflitos   |     | Ferreiros   | 41° 32′ 16″ N, 8° 26′ 23″ O |        |

## Merelim (São Paio), Panoias e Parada de Tibães
| Cruzeiro            | Ano | Localização | coordenadas geográficas     | imagem |
| ------------------- | --- | ----------- | --------------------------- | ------ |
| Cruzeiro de Panóias |     | Panoias     | 41° 34′ 20″ N, 8° 27′ 59″ O |        |

## Merelim (São Pedro) e Frossos
| Cruzeiro                        | Ano  | Localização          | coordenadas geográficas     | imagem |
| ------------------------------- | ---- | -------------------- | --------------------------- | ------ |
| Cruzeiro de Frossos             |      | Frossos              | 41° 33′ 57″ N, 8° 27′ 02″ O |        |
| Cruzeiro de São Brás            |      | São Pedro de Merelim | 41° 34′ 59″ N, 8° 27′ 15″ O |        |
| Cruzeiro de São Pedro de Merlim | 1997 | São Pedro de Merelim | 41° 34′ 52″ N, 8° 27′ 22″ O |        |
| Cruzeiro do Senhor da Chousa    |      | Frossos              | 41° 33′ 55″ N, 8° 27′ 15″ O |        |

## Mire de Tibães
| Cruzeiro           | Ano | Localização | coordenadas geográficas     | imagem |
| ------------------ | --- | ----------- | --------------------------- | ------ |
| Cruzeiro de Tibães |     |             | 41° 33′ 28″ N, 8° 28′ 44″ O |        |

## Morreira e Trandeiras
| Cruzeiro             | Ano        | Localização | coordenadas geográficas     | imagem |
| -------------------- | ---------- | ----------- | --------------------------- | ------ |
| Cruzeiro de Morreira | 1966-09-29 | Morreira    | 41° 29′ 40″ N, 8° 24′ 32″ O |        |

## Nogueira, Fraião e Lamaçães
| Cruzeiro                   | Ano | Localização | coordenadas geográficas     | imagem |
| -------------------------- | --- | ----------- | --------------------------- | ------ |
| Cruzeiro do Espírito Santo |     | Nogueira    | 41° 31′ 53″ N, 8° 24′ 03″ O |        |

## Nogueiró e Tenões
| Cruzeiro             | Ano | Localização | coordenadas geográficas     | imagem |
| -------------------- | --- | ----------- | --------------------------- | ------ |
| Cruzeiro de Nogueiró |     | Nogueiró    | 41° 32′ 59″ N, 8° 23′ 11″ O |        |
| Cruzeiro de Tenões   |     | Tenões      | 41° 33′ 26″ N, 8° 23′ 13″ O |        |

## Pedralva
| Cruzeiro                   | Ano | Localização | coordenadas geográficas     | imagem |
| -------------------------- | --- | ----------- | --------------------------- | ------ |
| Cruzeiro do Adro           |     |             | 41° 33′ 37″ N, 8° 19′ 16″ O |        |
| Cruzeiro do Espírito Santo |     |             | 41° 33′ 47″ N, 8° 19′ 08″ O |        |

## Ruilhe
| Cruzeiro                     | Ano  | Localização | coordenadas geográficas     | imagem |
| ---------------------------- | ---- | ----------- | --------------------------- | ------ |
| Cruzeiro da Igreja de Ruilhe |      |             | 41° 29′ 38″ N, 8° 29′ 51″ O |        |
| Cruzeiro em Ruilhe           | 1742 |             | 41° 29′ 44″ N, 8° 29′ 44″ O |        |

## Tadim
| Cruzeiro          | Ano  | Localização | coordenadas geográficas     | imagem |
| ----------------- | ---- | ----------- | --------------------------- | ------ |
| Cruzeiro de Tadim | 1678 |             | 41° 30′ 24″ N, 8° 29′ 25″ O |        |

## Vilaça e Fradelos
| Cruzeiro           | Ano | Localização | coordenadas geográficas     | imagem |
| ------------------ | --- | ----------- | --------------------------- | ------ |
| Cruzeiro de Vilaça |     | Vilaça      | 41° 31′ 14″ N, 8° 28′ 30″ O |        |